# محمد بن حمد الشرقي
الشيخ محمد بن حمد الشرقي (1908 - 6 سبتمبر 1974)، حاكم الفجيرة من 1942 إلى 1974. تولى الحكم عام 1942، وشارك في تأسيس دولة الاتحاد، وحضر اجتماعات تأسيس دولة الإمارات العربية المتحدة في 2 ديسمبر 1971 وأصبح عضوا في المجلس الأعلى للاتحاد ووقّع على دستور الدولة.

## حياته
تولى محمد بن حمد رئاسة قبيلة الشرقيين وأصبح شيخ الفجيرة عام 1939 بعد وفاة أخيه الأكبر سيف بن حمد، وبدأ على الفور في تعزيز ممتلكات الشرقيين في الفجيرة والمناطق المحيطة بها. بحلول عام 1950، كان قد سيطر على دبا في الشمال، بالإضافة إلى المستوطنات الساحلية في البدية وسكمكم وقرية البثنة الداخلية، وقلعة البثنة ذات الأهمية الاستراتيجية التي تسيطر على وادي حام.

### توليه الحكم في الإماراة
تولى مقاليد الحكم في إمارته عام 1942، وظل حاكمًا لها حتى وفاته في 18 سبتمبر عام 1974، ليخلفه ابنه حمد بن محمد الشرقي. وقد طالب في بداية حكمه الإدارة البريطانية بالاستقلال والاعتراف به بموجب معاهدة، وهو ما ذكره المقيم البريطاني في تقرير لوزير خارجيته يقول فيه:
«أحيطكم علمًا أن الشيخ محمد بن حمد الشرقي حاكم الفجيرة قد طلب مرة أخرى اعتراف حكومة صاحبة الجلالة باستقلاله وإبرام معاهدة معه، وهذا طلب دوري جرى التملص منه حتى الآن، وأحد أهداف الشيخ تأجير حقوق النفط في أراضيه.»

### رؤيته وسنوات حكمه حتى قيام الاتحاد
وبعد اكتشاف النفط عمل جاهدًا في تسخير النفط والموارد الأخرى، وفي عام 1961 أنشئت أول مدرسة ابتدائية وضمت نحو 90 طالبًا، وكانت هذه المدرسة مجرد خطوة أولى على طريق النهضة العلمية الشاملة في الإمارة، كما افتتح أول مستوصف طبي في الإمارة عام 1969 م، ومن ثم افتتح مستوصفًا آخر في دبا.
وفي العام نفسه 1969م صدر القانون رقم واحد الذي قضى بتأسيس البلدية، ونص القرار على إنشاء مجلس بلدي يعنى بتقديم الخدمات للمواطنين من شق طرق وتنظيم شوارع ومحال تجارية ومراكز عامة، وإنارة شوارع ومراقبة محال الخضار والأسماك واللحوم، وغير ذلك مما حسّن من ظروف العيش في الإمارة.
وفي 20 مايو 1969 م تم إنشاء أول محكمة شرعية، وفي صيف تلك السنة تم إنشاء المكتبة العامة، باسم خالد بن الوليد.
كما سعى لمد جسور التعاون والشراكة مع محيطه العربي الإسلامي، ويذكر أن شهادة الدكتور سيد نوفل الأمين العام المساعد لجامعة الدول العربية الذي يقول:
"في الخامس والعشرين من مارس لعام 1965 م حين كنت في دمشق في مهمة رسمية، زارني الشيخ محمد بن حمد الشرقي حاكم الفجيرة وتوابعها، وكان يمر بدمشق في طريقه إلى أداء فريضة الحج، ووجدتها فرصة مواتية، فحدثته عن مشروعات التعاون الفني في إمارته وإعداد الجامعة لتنفيذها، ورجوته أن يُزودني برسالة تتضمن موافقته على البدء في تنفيذ هذه المشروعات، وتقبل الأمر قبولًا حسنًا، وزارني في اليوم التالي طبقًا للترتيب الذي أعددته معه، وقدم لي الرسالة الآتي نصها: بتاريخ 26 شهر 3 سنة 1965 " السيد الأمين العام لجامعة الدول العربية بعد التحية والاحترام يسرني أن أبعث إلى سيادتكم مرحبًا بمساعدة جامعة الدول العربية التي تنوي تقديمها لنا ولإخوتنا ساحل عُمان، ونشكركم على ما أبديتم لنا من عطف واهتمام زائد، ونسأل المولى عز وجل أن يوفق الجميع إلى ما فيه الخير."

## وفاته
وافته المنية بعد 3 سنوات من يوم الإعلان عن الاتحاد في 17 سبتمبر 1974 في لندن حيث سافر للعلاج هناك.

## حياته الخاصة

### نسبه ومولده
هو الشيخ محمـد بن حمد بن عبد الله الشرقي حاكم إمارة الفجيرة إبان التوقيع على الدستور المؤقت وتشكيل دولة الإمارات العربية المتحدة، وقد اقترن بكريمة راشد بن حميد النعيمي حاكم إمارة عجمان في تلك الفترة.
والده حمد بن عبد الله، وجده لأمه هو محمد بن يعرب بن أحمد بن سلطان من زعماء اليعاربة. نسبه يرجع إلى مالك بن فهم، والشرقيين هم من المساكرة الأسود بن عمران بن عمرو بن عامر (ماء السماء) بن حارثة بن امرئ القيس بن ثعلبة بن مازن بن الأزد، ومن بطونهم من ينتسب إلى سليمة مالك بن فهم، وهم هناوية شافعية.
وأول جد له من الحكام الشرقيين هو الشيخ محمد بن مطر، ويرجع أصل التسمية «الشرقيين» إلى حقيقة أن منازلهم كانت تقع إلى الشرق من جلفار.